# Nashville Star
Nashville Star est une émission de télé-réalité diffusée sur la NBC aux États-Unis (entre 2003 et 2007, c'était USA Networks qui programmait l'émission) et sur Country Music Television au Canada.
La première émission date du 8 mars 2003. Le principe de l’émission est similaire à American Idol. Les candidats sélectionnées après un casting sont jugés par un jury de célébrités. Le public donne également son avis via appels téléphoniques et votes internet. La grande particularité de l’émission est qu’elle ne présente que des artistes qui ont pour répertoire la musique country. 
Nashville Star est produit par Reveille Productions qui diffuse l’émission en direct du BellSouth Acuff Theatre dans le complexe du Gaylord Opryland à Nashville, dans le Tennessee.
Le gagnant de l’émission remporte un contrat lui permettant d’enregistrer un disque (Avec Sony Music pour la saison 1 et 2, Universal South Records pour la saison 3, RCA pour la saison 4 et Warner Music Group pour la saison 5), un concert au Grand Ole Opry et une voiture Chevrolet (depuis que la marque automobile est devenue sponsor du show en 2005 pour la saison 3).

## De saisons en saisons

### Saison 1 (2003)
| Place | Nom                  | Sexe | Age | Ville d'origine              | Semaine d'élimination     |
| 1     | Buddy Jewell         | M    | 41  | Osceola, Arkansas            | Gagnant                   |
| 2     | John Arthur Martinez | M    | 41  | Marble Falls, Texas          | Finale (3 mai 2003)       |
| 3     | Miranda Lambert      | F    | 21  | Lindale, Texas               | Finale (3 mai 2003)       |
| 4     | Brandi Gibson        | F    | 21  | Arlington, Kentucky          | Semaine 8 (26 avril 2003) |
| 5     | Brandon Silveira     | M    | 24  | Hanford, Californie          | Semaine 7 (19 avril 2003) |
| 6     | Amy Chappell         | F    | 27  | Hutchinson, Kansas           | Semaine 6 (12 avril 2003) |
| 7     | Jamey Garner         | M    | 32  | Chester, Illinois            | Semaine 5 (5 avril 2003)  |
| 8     | Prentiss Varnon      | M    | 22  | Uvalde, Texas                | Semaine 4 (29 mars 2003)  |
| 9     | Travis Howard        | M    | 32  | Chalybeate Springs, Géorgie  | Semaine 4 (29 mars 2003)  |
| 10    | Tasha Valentine      | F    | 21  | Albuquerque, Nouveau-Mexique | Semaine 3 (22 mars 2003)  |
| 11    | Kristen Kissling     | F    | 22  | Topeka, Kansas               | Semaine 3 (22 mars 2003)  |
| 12    | Ann Louise Blythe    | F    | 24  | San Lorenzo, Californie      | Semaine 2 (15 mars 2003)  |

Le jury était composé de historien de la musique country Robert K. Oermann, du producteur Tracy Gershon, et de l’auteur compositeur Charlie Robison.

### Saison 2 (2004)
| Place | Nom             | Sexe | Age | Ville d'origine         | Semaine d'élimination     |
| 1     | Brad Cotter     | M    | 33  | Opelika, Alabama        | Gagnant                   |
| 2     | George Canyon   | M    | 33  | Nouvelle-Écosse, Canada | Finale (1er mai 2004)     |
| 3     | Matt Lindahl    | M    | 28  | Snellville (Géorgie)    | Finale (1er mai 2004)     |
| 4     | Lance Miller    | M    | 33  | Fairfield (Illinois)    | Semaine 8 (24 avril 2004) |
| 5     | Jennifer Hicks  | F    | 35  | Nashville, Tennessee    | Semaine 7 (17 avril 2004) |
| 6     | Brent Keith     | M    | 24  | Blanchester, Ohio       | Semaine 6 (10 avril 2004) |
| 7     | Marty Slayton   | F    | 37  | Alamo, Tennessee        | Semaine 5 (3 avril 2004)  |
| 8     | Sheila Marshall | F    | 31  | Nacogdoches, Texas      | Semaine 5 (3 avril 2004)  |
| 9     | Mal Rogers      | M    | 24  | Antrim, Irlande du Nord | Semaine 3 (20 mars 2004)  |
| 10    | Stacy Michelle  | F    | 33  | Memphis, Tennessee      | Semaine 3 (20 mars 2004)  |
| 11    | Gregory DeLang  | F    | 39  | San Angelo, Texas       | Semaine 2 (13 mars 2004)  |

Le jury était composé du producteur Tracy Gershon, de l’animateur de radio Billy Greenwood et des artistes country The Warren Brothers.

### Saison 3 (2005)
| Place | Nom              | Sexe | Age | Ville d'origine              | Semaine d'élimination     |
| 1     | Erika Jo         | F    | 18  | Mt. Juliet, Tennessee        | Gagnante                  |
| 2     | Jason Meadows    | M    | 33  | Calera (Oklahoma)            | Finale (26 avril 2005)    |
| 3     | Jody Evans       | M    | 28  | Donaldson, Arkansas          | Finale (26 avril 2005)    |
| 4     | Jayron Weaver    | M    | 22  | Dallas, Géorgie              | Semaine 8 (19 avril 2005) |
| 5     | Justin David     | M    | 31  | Marshfield, Missouri         | Semaine 7 (19 avril 2005) |
| 6     | Jenny Farrell    | F    | 35  | Albuquerque, Nouveau-Mexique | Semaine 6 (5 avril 2005)  |
| 7     | Tamika Tyler     | F    | 33  | Coffs Harbour, Australie     | Semaine 5 (29 mars 2005)  |
| 8     | Casey Simpson    | F    | 19  | Cerritos, Californie         | Semaine 4 (22 mars 2005)  |
| 9     | Christy McDonald | F    | 29  | Tabor City, Caroline du Nord | Semaine 3 (15 mars 2005)  |
| 10    | Josh Owen        | M    | 19  | Brownsboro, Texas            | Semaine 2 (8 mars 2005)   |

Le jury était composé de l’auteur compositeur Phil Vassar, du producteur Anastasia Brown, et de l’auteur compositeur Bret Michaels.

### Saison 4 (2006)
| Place | Nom              | Sexe | Age | Ville d'origine              | Semaine d'élimination     |
| 1     | Chris Young      | M    | 20  | Murfreesboro, Tennessee      | Gagnant                   |
| 2     | Casey Rivers     | M    | 23  | Lindale, Texas               | Finale (2 mai 2006)       |
| 3     | Nicole Jamrose   | F    | 33  | Schererville, Indiana        | Finale (2 mai 2006)       |
| 4     | Matt Mason       | M    | 20  | Fairland, Indiana            | Semaine 7 (25 avril 2006) |
| 5     | Jared Ashley     | M    | 29  | Hobbs, Nouveau-Mexique       | Semaine 6 (18 avril 2006) |
| 6     | Kristen McNamara | F    | 20  | Napa Valley, Californie      | Semaine 5 (11 avril 2006) |
| 7     | Melanie Torres   | F    | 28  | Albuquerque, Nouveau-Mexique | Semaine 4 (4 avril 2006)  |
| 8     | Monique LeCompte | F    | 23  | Grand Terrace, Californie    | Semaine 3 (28 mars 2006)  |
| 9     | Shy Blakeman     | M    | 25  | Kilgore, Texas               | Semaine 2 (21 mars 2006)  |
| 10    | Jewels Hanson    | F    | 31  | Fremont, Californie          | Première (14 mars 2006)   |

Le jury était composé des auteurs compositeurs Phil Vassar, du producteur Anastasia Brown. Le troisième membre du jury était chaque semaine une personnalité différente (Big and Rich, le comédien Larry the Cable Guy, John Cena, Naomi Judd, David Foster, Patti LaBelle, Scott Weiland et Duff McKagan du groupe Velvet Revolver.

### Saison 5 (2007)
| Place | Nom              | Sexe | Age | Ville d'origine              | Semaine d'élimination        |
| 1     | Angela Hacker    | F    | 29  | Muscle Shoals, Alabama       | Gagnante                     |
| 2     | Zac Hacker       | M    | 23  | Muscle Shoals, Alabama       | Finale (1er mars 2007)       |
| 3     | David St. Romain | M    | 28  | Bâton-Rouge, Louisiane       | Finale (1er mars 2007)       |
| 4     | Joshua Stevens   | M    | 28  | Churchville, Iowa            | Semaine 6 (22 février 2007)  |
| 5     | Whitney Duncan   | F    | 22  | Scotts Hill, Tennessee       | Semaine 5 (15 février 2007)  |
| 6     | Meg Allison      | F    | 25  | Chicago, Illinois            | Semaine 4 (1er février 2007) |
| 7     | Kacey Musgraves  | F    | 18  | Golden, Texas                | Semaine 3 (25 janvier 2007)  |
| 8     | Dustin Wilkes    | M    | 26  | Jefferson, Géorgie           | Semaine 2 (18 janvier 2007)  |
| 9 (t) | Rickiejoleen     | F    | 18  | Tempe, Arizona               | Première (11 janvier 2007)   |
| 9 (t) | Tim LaRoche      | M    | 36  | Gardner-Athol, Massachusetts | Première (11 janvier 2007)   |

### Saison 6 (2008)
| Laura Fedor    |
| Sophie Zalokar |

| F |
| F |

| 18 |
| 16 |

| Amy Krechel      |
| Angela Krechel   |
| Courtney Krechel |

| F |
| F |
| F |

| 20 |
| 20 |
| 17 |

| Jeffrey Fairchild |
| James A. Kouns    |
| Tony Mosti        |

| M |
| M |
| M |

| 37 |
| 29 |
| 35 |